# The Dig
The Dig is een avonturenspel van LucasArts. Het is het elfde spel dat gebaseerd is op de SCUMM-interface.
Het spel gaat over een expeditie op een planetoïde die op de aarde afstormt. De opdracht is om explosieven op de planetoïde te plaatsen zodat deze van koers verandert. De deelnemers van de expeditie ontdekken een vreemd kristal. Bij het onderzoeken van dit kristal wordt de groep geteleporteerd naar een onbekend gebied in het heelal.

## Verhaal
Het verhaal begint op het moment dat een ruimtetelescoop in Borneo een ongeïdentificeerd object vindt. Het blijkt een planetoïde te zijn die de aarde zal gaan raken. De planetoïde krijgt de naam Attila en er wordt een missie op touw gezet. Het plan is de planetoïde met 2 atoombommen een koerscorrectie te laten uitvoeren. Het team bestaat uit:
- Boston Low - Een gepensioneerde astronaut en survival expert. De commandant van de missie
- Ludger Brink - Geoloog en archeoloog
- Maggie Robbins - Verslaggeefster en linguïst
- Ken Borden - Shuttle piloot
- Cora Miles - Boordwerktuigkundige (en politiek kandidaat)

Boston, Ludger en Maggie landen op Atilla en plaatsen de atoombommen. Nadat de bommen zijn ontploft gaan ze een kijkje nemen in de planetoïde. Ze ontdekken dat deze hol is en activeren hem. De planetoïde verandert in een ruimteschip en vertrekt naar een onbekende bestemming. Het sterrenschip landt op een onbekende planeet en het sterrenschip verdwijnt in het niets. Het team ontdekt dat op de planeet zwaartekracht is en een atmosfeer. Ze doen de ruimtepakken uit en gaan op onderzoek uit. Ze vinden hoogwaardige technologie en wat diertjes. Het team vindt aanwijzingen van beschavingen en komen in contact met een soort spook. Het spook leidt hen naar een gat in de grond. Brink begint te graven en stort in een gat en sterft.
Het team splitst zich op. Maggie gaat onderzoek doen naar de verloren beschaving door te proberen de taal te doorgronden. Boston ontdekt daarna enkele tientallen Levenskristallen. Met deze kristallen kunnen doden tot leven gewekt worden. Boston gebruikt er een op Brink die daarna het zijn missie maakt zo veel mogelijk van deze kristallen te verzamelen.
Maggie heeft ondertussen de taal van de wezens kunnen doorgronden en Boston ontdekt een van de wezens in een tombe. Het wezen wordt tot leven gewekt en met behulp van Maggie vertelt hij het verhaal over de samenleving waar hij de leider van was. 
Hij noemt zichzelf de Creator. De kristallen wekken niet de doden, maar ze herstellen alle organen en de gebruiker wordt een slaaf van de kristallen. Ook vertelt hij dat alle wezens het "oog" zijn binnengetreden. Via het Oog kan men van Ruimte-Tijd-4 naar Ruimte-Tijd-6 komen. Maar de wezens zitten nu daarin vast en kunnen de weg terug niet meer vinden. De Creator heeft een onderdeel van de generator verborgen. Maggie en Boston overtuigen de Creator om te vertellen waar het onderdeel is verborgen.
Het wezen geeft ze een aanwijzing waar een onderdeel van de Oog Generator is verborgen.
Ondertussen roept Brink de hulp in van Maggie en Boston. Hij zit vast met zijn arm in een scheur in een rots. Boston besluit tot het amputeren van zijn hand. Brink begint steeds meer verslaafd te raken aan het helende effect van de kristallen. Op een gegeven moment heeft Brink een kristallenmachine in elkaar gezet. Echter heeft het een onderdeel nodig van Boston. Boston geeft hem het onderdeel met de belofte de kristallen te delen. De machine produceert slechts 2 kristallen. Boston neemt deze omdat hij 2 kristallen nodig heeft voor de Oog Generator. Brink wordt furieus en probeert Boston te vermoorden. Hij struikelt en valt in de diepte.
Maggie en Boston gaan proberen de Oog Generator op te starten. Maar Maggie smeekt Boston om haar niet met de kristallen tot leven te wekken als ze omkomt. Boston belooft dat en Maggie start de generator. Het luik boven op de machine zit echter vast en Maggie probeert het open te wrikken. Het luik schiet los en Maggie wordt door de energiestraal geraakt. Ze sterft in de armen van Boston. Aan de speler nu de keus of hij nog een kristal gebruikt. 
Boston gaat het Oog binnen nadat heeft afgerekend met een waakhond. Hij gaat Ruimte-Tijd-6 binnen. Daarbinnen realiseert hij zich dat hij heel makkelijk kan verdwalen en gaat niet verder zodat hij de weg terug kan vinden. De leider van de buitenaardse wezens is verheugd dat Boston zich niet heeft laten verleiden en hun de weg terug heeft getoond. Terug op de planeet haalt het wezen Brink en Maggie terug en laat een nieuw sterrenschip bouwen waarna Boston met een handdruk afscheid neemt.

## Trivia
- Het spel mist de 'bizarre' humor van de vorige spellen van LucasArts, als Monkey Island en Day of the Tentacle. De humor zit meer in de (cynische) opmerkingen die Boston of Maggie plaatsen.
- Het verhaal van The Dig was oorspronkelijk bedoeld als filmscript, maar bleek uiteindelijk te duur om te produceren, daarom heeft LucasArts samen met medeschrijver Steven Spielberg, het spel aan de hand van dit script gemaakt.
- Op het moment dat Brink is verdwenen en je dat Maggie meldt, zegt Boston: "Have you seen this boy ?". Dit is lijn tekst die Robert Patrick (de stemacteur van Boston) sprak in de film Terminator 2.
- Het spel is opgenomen in het boek 1001 Video Games You Must Play Before You Die van Tony Mott.